# کیرستن پسر
کیرستن پَـسِر (دانمارکی: Kirsten Passer؛ ‏ ۱۳ مارس ۱۹۳۰ – ۲۲ مارس ۲۰۱۲) بازیگر اهل دانمارک بود.
از فیلم‌هایی که وی در آن‌ها نقش داشته‌است، می‌توان به بیا کنار تخت من اشاره نمود.